# McMullen
McMullen es un pueblo ubicado en el condado de Pickens en el estado estadounidense de Alabama. En el censo de 2010, su población era de 10 personas, convirtiéndola en la menos poblada del estado.

## Demografía
En el 2000 la renta per cápita promedia del hogar era de $ 30.000$, y el ingreso promedio para una familia era de 33.500$. El ingreso per cápita para la localidad era de 10.458$. Los hombres tenían un ingreso per cápita de 21.250$ contra 16.250$ para las mujeres.

## Geografía
McMullen está situado en 33°8′57″N 88°10′26″O / 33.14917, -88.17389 (33.149131, -88.173919)
Según la Oficina del Censo de los EE. UU., la ciudad tiene un área total de 0.12 millas cuadradas (0.31 km²).